# JB-117
JB-117 — морське будівельне судно, споруджене у 2011 році на замовлення нідерландської компанії Jack-Up Barge B.V.

## Характеристики
Замовлення на судно виконала індонезійська верф Graha Trisaka Industry на острові Батам. За своїм архітектурно-конструктивним типом воно відноситься до самопідіймальних (jack-up) та має чотири опори максимальною довжиною по 80 метрів (опціонально 90 метрів), що дозволяє йому діяти в районах з глибинами моря до 45 метрів.
JB-117 обладнане краном вантажопідйомністю 1000 тон, а на його робочій палубі площею 2500 м2 може розміщуватись до 2250 тон вантажу.
На судні забезпечується розміщення 64 осіб (опціонально до 250 осіб). Для перевезення персоналу та вантажів JB-117 має гелікоптерний майданчик діаметром 19,5 метра, розрахований на прийом машин типу Super Puma.

## Роботи в офшорній вітроенергетиці
Першим завданням судна став монтаж турбін на німецькій офшорній ВЕС BARD 1 у Північному морі. Інвестори останньої спочатку розраховували провести ці роботи за допомогою власної установки Wind Lift I, проте через технічні проблеми були вимушені залучити ще чотири судна, одним з яких було JB-117.
Також судно взяло участь у спорудженні ряду вузлових офшорних трансформаторних станцій у тому ж німецькому секторі Північного моря, виконуючи допоміжні функції та забезпечуючи проживання персоналу:
- у 2013 році — роботи по станції DolWin alpha[5];
- у 2014-му — BorWin beta[6];
- у 2017-му — DolWin gamma[7].

У 2015 році судно разом з іншою самопідіймальною установкою Goliath провадило попередні дослідження в протоці Ла-Манш на місці майбутньої французької ВЕС Фекам.